# Vallon
Vallon is een gemeente in het district Broye van het kanton Fribourg in Zwitserland.

## Geografie
De buurgemeenten in kanton Fribourg zijn Saint-Aubin, Delley-Portalban en Gletterens. De oppervlakte van de gemeente bedraagt 3.51 km².
- Hoogste punt: 518 m
- Laagste punt: 439 m

## Bevolking
De gemeente telt 436 inwoners. De meerderheid in Vallon is Franstalig (87%, 2000) en Rooms-Katholiek (66%).

## Economie
60% van de werkzame bevolking werkt in de primaire sector (landbouw en veeteelt), 8% in de secundaire sector (industrie), 32% in de tertiaire sector (dienstverlening).

## Trivia
Op woensdag 27 juni 2007 zijn vijf Franse bergbeklimmers verongelukt toen de groep op weg was naar de 3400 meter hoge Vallon-top. Waarschijnlijk is een van de bergbeklimmers uitgegleden. De andere groepsleden zouden zijn meegetrokken de diepte in.

## Externe links

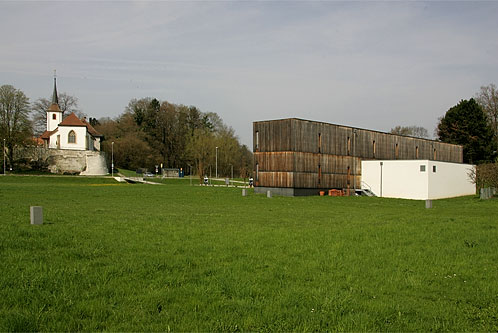
De kerk en het Romeins museum